# Anemia voerkeliana
Anemia voerkeliana är en ormbunkeart som beskrevs av Duek. Anemia voerkeliana ingår i släktet Anemia och familjen Anemiaceae. Inga underarter finns listade.